# موزع منشفة ورقية

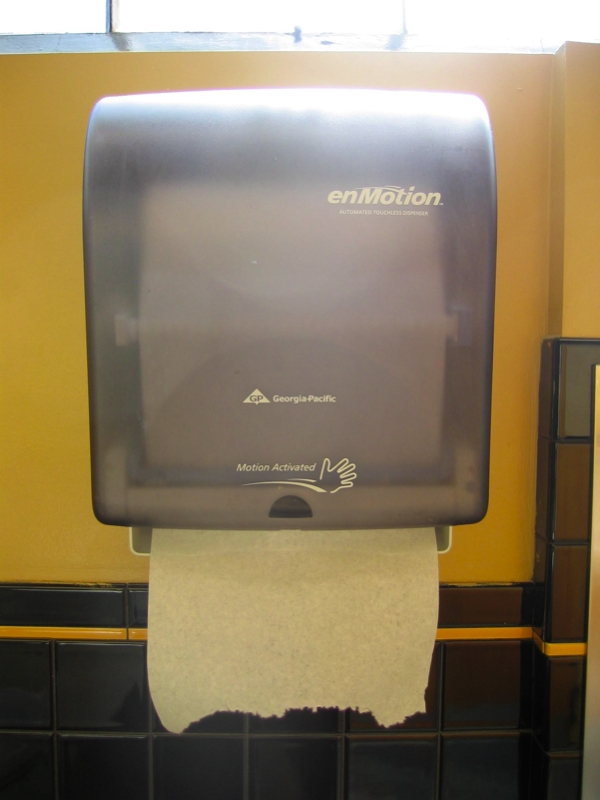
موزع مناشف أتوماتيكي.

مُوَزِّع المَنَاشِف الوَرَقِيَّة (بالإنكليزية:Paper-towel dispenser) هو جهاز يوجد في دورات المياه العامة ويوزع المناشف الورقية. يوجد منه نوعين الأول يخرج المناشف الورقية عند الضغط على الزر الموجود في الجهاز أما النوع الآخر فيخرج المنشفة الورقية إتوماتيكيًا عن طريق استشعار الحركة.
هذه الموزعات شائعة في أمريكا الشمالية ودول غربية عديدة. وهي تستخدم لاستبدال مجففات اليد أو تستخدم جنبًا إلى جنب معها لتزويد المستخدمين ببدائل من أجل تجفيف أيديهم. تختار بعض الأماكن عدم استخدامها لأن المناشف هذه ليست صديقة للبيئة.

## المنشفة الورقية
يمكن أن تكون المنشفة الورقية الموجود في موزع المناشف الورقية أبيضًا أو ملونًا. بعض هذه المناشف تحتوي على ثقوب لتسهيل نزعها.